# ZeroZeroZero (serie televisiva)
ZeroZeroZero è una miniserie televisiva italo-franco-statunitense creata da Stefano Sollima, Leonardo Fasoli e Mauricio Katz e prodotta per Sky Atlantic, Canal+ e Prime Video.
L'opera è basata sull'omonimo romanzo di Roberto Saviano e i primi due episodi sono stati presentati in anteprima il 5 settembre 2019 alla 76ª Mostra internazionale d'arte cinematografica di Venezia.

## Trama
ZeroZeroZero racconta l'impero mondiale della cocaina e il suo reggersi su un sottile equilibrio che lega insieme criminali senza scrupoli e organizzazioni potenti e spietate. Dai cartelli messicani e colombiani alla 'ndrangheta, dal produttore agli spacciatori, passando per gli insospettabili uomini d'affari e le istituzioni che si occupano di gestire l'enorme quantità di denaro che ruota attorno a questo mercato, racconta come la situazione possa degenerare, fino a diventare estremamente pericolosa, quando uno di questi attori viene improvvisamente a mancare mentre un grande carico di cocaina viaggia dal Messico verso l'Europa.

## Episodi
| Stagione       | Episodi | Prima TV |
| -------------- | ------- | -------- |
| Prima stagione | 8       | 2020     |

## Personaggi e interpreti
- Emma Lynwood, interpretata da Andrea Riseborough, doppiata da Benedetta Degli Innocenti.
Figlia primogenita e braccio destro di Edward Lynwood, suo padre, proprietario di una grande compagnia di trasporti navale con sede a New Orleans. Ha un fratello, Chris, affetto da una grave malattia che gli causa tremori in tutto il corpo. Per tale motivo, Emma gli funge anche da madre. Prende le redini dell'azienda di famiglia insieme al fratello dopo la scomparsa del padre, garantendo che il viaggio del carico di cocaina nascosto in barattoli di peperoncini parta regolarmente da Tampico verso Gioia Tauro. Non si lascia intimorire dalle minacce di Stefano La Piana, che vuole bloccare il viaggio, e manda Chris come garanzia per la riuscita dell'operazione. Quando la nave si blocca per un'anomalia dei motori in sala macchine, raggiunge Chris a Dakar e tenta invano la via diplomatica per poterla sbloccare e proseguire il viaggio fino in Calabria. Chris riesce a rubare insieme a degli uomini conosciuti sul posto il carico dentro il container, prosegue con egli e Omar, mediatore conosciuto a Dakar, il viaggio via terra verso Casablanca, dove ha un contatto. Non bastano cento chili della cocaina per permettere di proseguire indisturbati attraverso dei villaggi tenuti sotto controllo da gruppi Jihadisti. Emma viene sequestrata insieme al fratello, viene liberata da Omar, e una volta liberatosi anche Chris durante uno scontro tra jihadisti ed esercito francese, raggiunge Casablanca. Alla firma dei documenti per far ricominciare il viaggio con il carico via nave verso Gioia Tauro, apprende del rapimento del fratello da parte di Stefano, intenzionato a bloccare il cammino della nave, per poter salvare la propria famiglia. Emma lo trova morto nel container dove era depositata la cocaina dentro i barattoli. Raggiunge Gioia Tauro e tratta con Don Minu, boss della cosca calabrese destinatario del carico e nonno di Stefano, per risolvere la questione. Propone ed ottiene la pelle del nipote, artefice della morte di Chris e del tentativo non riuscito di bloccare la nave, per il numero del container dove è nascosta la merce al porto di Gioia Tauro. Una volta pagata vola verso Monterrey, e incontra il comandante Contreras al posto dei fratelli Leyra per pagare la seconda tranche della cocaina. Si congeda da lui dopo aver pattuito un nuovo affare legato ad un nuovo carico da destinare in Russia le prossime tre settimane.
- Chris Lynwood, interpretato da Dane DeHaan, doppiato da Emiliano Coltorti.
Fratello di Emma e secondogenito di Edward Lynwood. È affetto dalla malattia di Huntington, che causa tremori, ed ha bisogno di un farmaco particolare per alleviarne i sintomi. Viene mandato in veste di garante dalla sorella sulla nave che trasporta la cocaina nascosta in barattoli di peperoncini, destinata ad una cosca calabrese di Gioia Tauro. Durante il viaggio subisce prima un'incursione dell'esercito messicano che blocca la nave, e scopre il reale contenuto del carico. Un gruppo di traditori all'interno di esso, che fa capo al sergente Manuel Contreras, fa però in modo che la nave prosegua il tragitto. In seguito Chris si accorge di una perdita d'olio nella sala macchine della nave, e scopre che dietro il sabotaggio vi è il comandante della nave, corrotto prima del viaggio da Stefano La Piana affinché il carico non giunga in Calabria. Costretto a sbarcare a Dakar, qui riesce, attraverso un gruppo di persone conosciute sul luogo, a rubare il carico dentro il container prima che la polizia senegalese scopra il contenuto reale dentro i barattoli. Ripaga costoro con cinquanta chili di cocaina, mandando su tutte le furie la sorella. Prosegue il viaggio con il carico via terra con ella ed Omar, ma viene sequestrato da un gruppo di Jihadisti. Il suo sequestratore lo fa passare per medico solo per oltrepassare un altro blocco di questi ultimi e poter battezzare il figlio appena nato. Viene coinvolto nello scontro a fuoco tra Jihadisti ed esercito francese, in seguito al quale riesce a divincolarsi e con Emma riesce a raggiungere Casablanca. Conosce e si innamora di Amina, figlia di Yasser e contatto di Emma in Marocco. La sua malattia interrompe bruscamente la notte che passa insieme alla ragazza, e torna, infuriato in albergo dove confida alla sorella di essere in punto di morte, per colpa di essa. Morirà si, ma per mano di Stefano, giunto in Marocco per bloccare il carico e poter salvare la propria famiglia. Chris lo fa temporeggiare per poter permettere ad Emma di firmare i documenti per far partire la nave verso Gioia Tauro. Questa poi vendicherà la sua morte barattando con il boss Don Minu la pelle del suo assassino, Stefano, per il numero del container dove è nascosto il carico con la cocaina.
- Stefano La Piana, interpretato e doppiato da Giuseppe De Domenico.
Nipote del boss Don Minu, marito di Lucia e padre del piccolo Domenico. D'accordo con il clan dei Curtiga, ordisce una guerra contro suo nonno, che egli ritiene responsabile della morte di suo padre, avvenuta anni addietro. Cerca di bloccare il carico di droga proveniente dal Messico per fargli perdere credibilità e poterlo uccidere. A tale scopo brucia i soldi del vecchio boss destinati a pagare il carico, e si reca in America, prima minacciando i fratelli Lynwood, e poi corrompendo il comandante della nave incaricata a trasportare la cocaina verso Gioia Tauro. Il nonno si accorge del suo intento e fa bruciare vivo uno dei Curtiga, Nicola, davanti ai suoi occhi. Stefano passa successivamente dalla parte del nonno, quando questi gli racconta la verità riguardo a suo padre, che proprio come lui si era accordato con i Curtiga per poterlo scalzare dalla guida del clan, per cui Don Minu fu obbligato, con dolore, ad ucciderlo. Il giovane contatta i suoi familiari per fargli raggiungere suo nonno e cerca di non far sapere ad Italo, l'altro fratello dei Curtiga, di essere passato dall'altra parte, mentre correva a salvarlo con i suoi uomini da Don Minu. Stefano si spara da solo alla spalla facendo credere ad Italo che i colpevoli sono stati gli uomini di suo nonno, ma l'uomo che gli ricuce la ferita lo capisce e lo riferisce ad Italo. Quest'ultimo si accorge così del doppio gioco, e Stefano si vede dunque costretto a tentare di bloccare il carico di cocaina fermo in Marocco per poter salvare nonno, moglie e nipote. L'obiettivo va a vuoto, ed infuriato Stefano pesta a sangue e uccide Chris Lynwood, sequestrato in precedenza per poter farsi dire dov'era il container con la cocaina all'interno. Torna così a Gioa Tauro, vedendosi costretto da Italo Curtiga ad uccidere il nonno. Sarà proprio il vecchio boss ad ucciderlo dopo essere stato informato delle azioni del giovane in Marocco da parte di Emma Lynwood. Prima di morire chiede e ottiene dal nonno che quest'ultimo provveda a salvare la moglie ed il figlio, tenuti in ostaggio dal clan Curtiga.
- Damiano "Don Minu" La Piana, interpretato e doppiato da Adriano Chiaramida.
Vecchio boss di una cosca di Gioia Tauro, nonno di Stefano La Piana. Da anni latitante in un bunker, cerca di recuperare credibilità tra la sua gente attraverso un carico di cocaina proveniente dal Messico. Dopo che la polizia scopre il suo bunker, sfugge per un soffio alla cattura e, da allora, cambia più volte rifugio. Capisce dell'esistenza di una talpa dentro il suo clan, e attraverso i suoi uomini la scopre in suo nipote Stefano. Lo cattura una volta questi rientrato dall'America, e attraverso l'uccisione di Nicola Curtiga, dinanzi ai suoi occhi, chiede spiegazioni per il suo tradimento. Lo convince poi a schierarsi con lui per non dover uccidere anch'egli, dopo esservi stato costretto con suo padre. Lo dovrà però eliminare ugualmente dopo aver appreso dell'assassinio di Chris Linwood e del tentativo di bloccare il carico da parte del nipote a Casablanca. Don Minu uccide a malincuore Stefano, con una coltellata al ventre, per farsi dire da Emma Linwood il numero del container al porto di Gioia Tauro dove è nascosta la cocaina. Su promessa fatta al nipote prima di ucciderlo, manda i suoi uomini a recuperare la sua famiglia, da tempo prigioniera di Italo Curtiga, uccidendo quest'ultimo e tutti i suoi uomini.
- Manuel Contreras, interpretato da Harold Torres, doppiato da Andrea Mete.
Sergente dell'esercito di Monterrey. Personaggio contraddittorio, ottimo soldato e uomo molto religioso, è un informatore del potente cartello di narcotrafficanti guidato dai fratelli Enrique e Jacinto Leyra. Dopo aver ucciso nel corso di un'operazione del suo plotone il tenente Leon ed un suo sottoposto, consente il prosieguo del carico di cocaina che la nave dei Lynwood sta portando in Calabria per conto dei narcos. A questo punto, crea insieme a un manipolo di uomini a lui fedeli un esercito tutto suo che chiama "Impresa", per metterlo a disposizione dei Leyra e conquistare tutta la piazza di Monterrey, liberandola dai cartelli rivali. Al contempo, Manuel si prende cura di Chiquitita, una giovane ragazza incinta e vedova di uno dei suoi uomini migliori (che egli stesso ha in realtà ucciso, poiché non d'accordo con i suoi scopi), passandole un sussidio economico ogni mese. Si prende in breve tempo la parte nord di Monterrey, e accetta il rimando del pagamento da parte di Jacinto Leyra, per via degli enormi costi che deve sostenere insieme al fratello per la battaglia che stanno intraprendendo per prendersi tutta la piazza. Pian piano, inizia a prendere in considerazione di soppiantare anche gli stessi Leyra, decidendo di passare alle vie di fatto quando Indio, uno dei suoi fedelissimi, viene ferito gravemente in uno scontro a fuoco, nato per futili motivi, con altri uomini del cartello. Irrompe quindi ad una festa nella villa dei suoi datori di lavoro e li uccide, con tutti i suoi uomini lasciati di guardia, risparmiando gli invitati. Con Jacinto, prima di ucciderlo, organizza un incontro insieme ad Emma Lynwood di ritorno da Gioia Tauro, per incassare da lei la seconda tranche dei soldi che servono a pagare la cocaina. Li intasca, ed organizza poi con la broker americana un incontro per un nuovo carico.

## Produzione

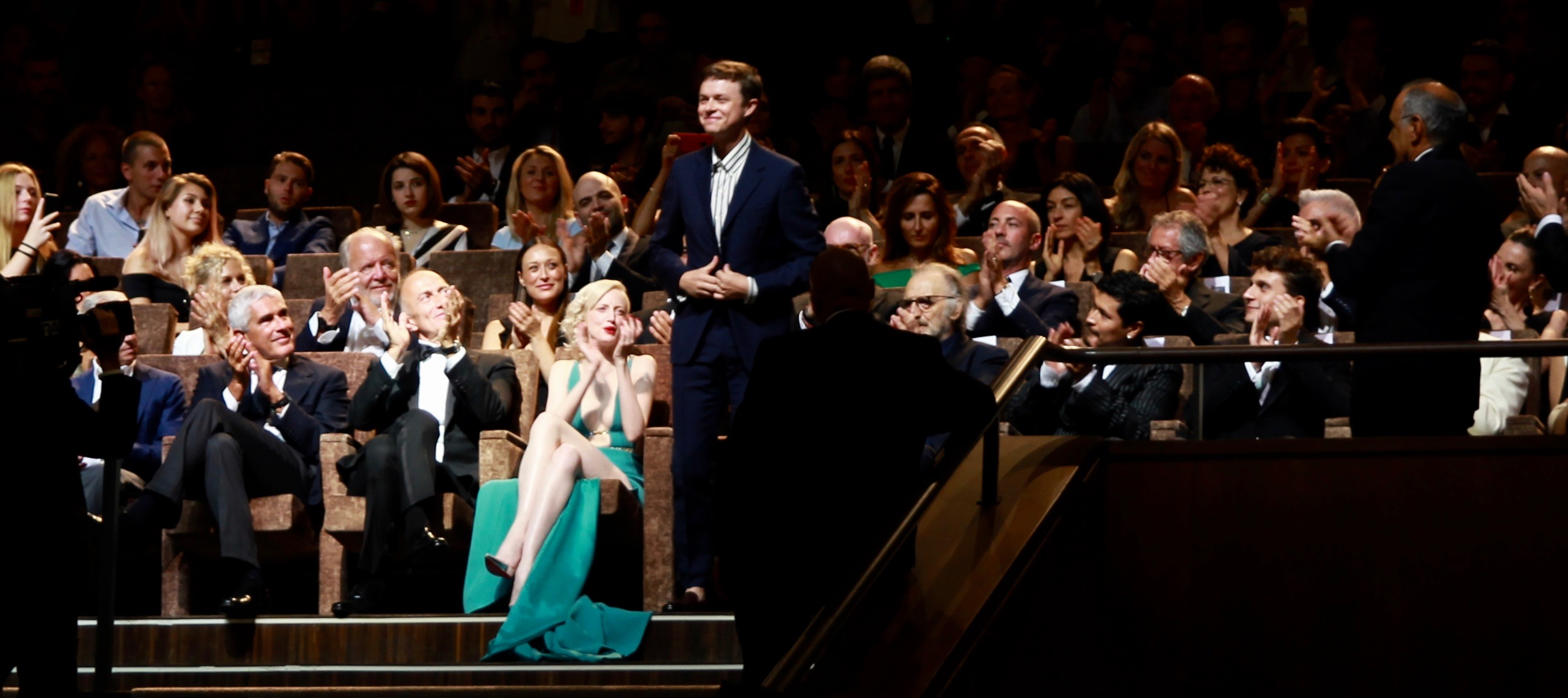
Il cast della serie insieme al regista Stefano Sollima e allo scrittore Roberto Saviano durante la première al Festival di Venezia 2019

La serie è stata girata in Messico, Italia, Senegal, Marocco e Louisiana per 148 giorni di riprese.

## Promozione
Il primo teaser trailer è stato pubblicato il 30 agosto 2019.
Un secondo trailer, disponibile dal 18 dicembre 2019, ha rivelato la data di trasmissione italiana, il 14 febbraio 2020 su Sky Atlantic.

## Distribuzione
In Italia è trasmessa in prima visione sul canale Sky Atlantic dal 14 febbraio 2020.
Negli Stati Uniti, Canada, America Latina e in Spagna è stata distribuita su Prime Video il 6 marzo 2020. In Francia va in onda dal 9 marzo 2020 su Canal+. In Germania e in Austria ha debuttato il 26 marzo 2020 su Sky Atlantic.